# Wettinci
Wettinci, nemška vladarska družina iz saško-turinškega obmejnega področja, ki jo lahko zasledimo že v karolinški dobi.
Grofovsko oblast so si pridobili v mejni grofiji Meissen. Od leta 1423 so vladali volilni kneževini, vojvodini Saški in po razpadu Svetega rimskega cesarstva (1806) do leta 1918 kraljevini Saški. Leta 1485 so se ločili v dve veji, ernestince in albertince. Nasledniki ernestinske podveje Saška-Coburg so v 19. stoletju zasedli kraljevske položaje v Belgiji, Veliki Britaniji, Portugalski in Bolgariji.

## Začetki v mejni grofiji Meißen
Rodbina je dobila ime koncem 11. stoletja po gradu Wettin ob reki Saali severozahodno od današnjega mesta Halle. Njihova posest se je nahajala med rekami Eine, Salza in Saale. Tedaj je Henrik I. Eilenburški dobil od cesarja Henrika IV. v fevd mejno grofijo Meissen. Po smrti njegovega sina Henrika II. je grofija pripadla bratrancu Konradu I. Wettinskemu (gospodaril v letih 1123-1156), ki velja za začetnika rodbine. Do svoje grofovske moči je prišel, ko je kot nasprotnik cesarja Henrika V. sodeloval s kasnejšim cesarjem Lotarjem III. Supplinburškim. Kasneje je podedoval še Spodnjo Lužico in grofijo Groizsch ter ozemlje okrog Bautzena (lužiško-srbsko: Budyšin) in Dresdna. Marka se je gospodarsko razvila v času grofa Otona Bogatega (1156-90) na osnovi poljedelstva in nahajališč srebra v Češkem Rudogorju (Erzgebirge) in Vogtlandu.
Ozemlje marke Meissen se je kasneje delilo med dediče. Ponovno ga je združil Henrik III. Prevzvišeni (†1288), ki je v turinško-hessenski nasledstveni vojni osvojil grofijo Turingen (1247) in palatinsko grofijo Saško (1264), cesar Friderik II. pa mu je dodelil državno posest Pleissen z mesti Altenburg, Chemnitz in Zwickau. Henrik si je s tem nakopal tudi veliko sovražnikov. Spori med njegovimi nasledniki in delitve ozemlja so bili za Wettince skoraj usodni. Njihovega ozemlja sta se polastila nemška kralja Adolf Nassavski in Albreht I. Habsburški. Leta 1307 je vnuku Henrika III., Frideriku I. (†1323), uspelo priboriti nazaj marko Meißen (1291) in grofijo Turingijo (1307) in s tem postaviti osnovo za ponovni vzpon wettinskih mejnih grofov. Njegovi nasledniki so ozemlje še razširili.
Odločilni korak k vzponu Wettincev je naredil mejni grof Friderik IV. Prepirljivi, ki je v husitskih vojnah sodeloval s cesarjem Sigismundom Luksemburškim, podprl njegovo izvolitev za kralja Češke in leta 1423 za nagrado dobil (zaradi izumrtja Askanijcev) izpraznjeni fevd-vojvodino Saško in položaj volilnega kneza v Svetem rimskem cesarstvu. Odtlej se zgodovina Wettincev v precejšnji meri pokriva z zgodovino volilne kneževine, vojvodine Saške.
Leta 1485 sta si brata Ernest in Albert sporazumno razdelila wettinsko posest in odtlej sledimo zgodovini starejše veje Ernestincev in mlajše veje Albertincev. Prvotni načrt, da bodo pri vodenju kneževine sodelovali, se je kmalu sprevrgel v tekmovanje in medsebojne spore.

## Ernestinci
Ernestinci so ob delitvi dobili položaj volilnega kneza in ozemlja: volilno deželo Saško, srednjo in južno Turingijo, pretežni del Osterlanda in Vogtland. 
Na njihovem ozemlju je v Wittenbergu Luter začel s protestantizmom, ki so ga ernestinci takoj sprejeli in kasneje z deželnim grofom Filipom Hessenskim prevzeli vodilno mesto v nemškem protestantizmu. Po porazu v šmalkaldenski vojni so morali naslov volilnih knezov in večji del svojih ozemelj odstopili albertincem, ki so se, čeprav tudi luteranci, v vojni bojevali na strani cesarja.
Odtlej se ernestinci niso več vrnili v visoko politiko. Njihova ozemlja so se z generacijami vedno bolj drobila. Leta 1572 sta nastali veji Weimar in Gotha; slednja se je leta 1596 delila v veji Coburg in Eisenach. Leta 1672 je prišlo do oblikovanja kneževin Weimar, Eisenach in Jena. Leta 1680 se je Gotha delila v sedem majhnih kneževin. Ponovno preoblikovanje posesti se je dogodilo leta 1826, ko so se oblikovale rodbine Saška-Meiningen, Saška-Altenburg, Saška-Coburg in Gotha, iz katere so v 19. stoletju izšli kralji Belgije (Leopold I.), Velike Britanije (Albert, soprog kraljice Viktorije), Portugalske (Ferdinand II.) in Bolgarije (Ferdinand I.). Ernestinska veja Wettincev je tako po zaslugi rodbine Saška-Coburg postala evropsko pomembna. V Nemčiji je podpirala nacionalna in liberalna gibanja.

## Albertinci
Albertinci so leta 1485 pri delitvi ozemlja dobili mejno grofijo Meißen, manjši del Osterlanda z Leipzigom in severno Turingijo.
Albertinski vojvoda Mavricij se je, čeprav tudi luteranec, v šmalkaldenski vojni boril na strani cesarja in bil ob koncu vojne nagrajen z naslovom volilnega kneza in z dodelitvijo večjega dela ernestinskih posesti. Odtlej se zgodovina albertincev pokriva z zgodovino volilne kneževine, vojvodine Saške.
Po augsburškem verskem miru so se trdno držali mirovnih določil; enako kot cesar so odklanjali vse "krivoverske" različice protestantizma.
Klub temu, da so leta 1499 sprejeli načelo, da kneževine ne bodo delili, je leta 1656 volilni knez Ivan Jurij I. dele kneževine zapustil tudi trem mlajšim sinovom; nastale so podveje Saška-Weißenfels, Saška-Merseburg in Saška-Zeitz (na zemljevidu v letu 1657)
Albertinci so vodili velikopotezno gospodarsko in kulturno politiko in iz prestolnice Dresden naredili središče nemške umetnosti in kulture. Poskus vzpona v zunanji politiki pa jim ni uspel. Volilni knez Friderik Avgust I. je leta 1697 prestopil v katolicizem, da je lahko postal poljski kralj. Vendar ga je ta položaj potegnil v veliko nordijsko vojno, ki jo je izgubil, in obremenil deželo s pogubno velikimi stroški. Izguba Poljske leta 1763 je pomenila konec velikih načrtov rodbine.
V 19. stoletju je poskušala albertinska veja Wettincev, ki je po koncu Svetega rimskega cesarstva leta 1806 s pomočjo Napoleona prišla do kraljevske krone, igrati samostojno, izravnalno politiko med velikima silama Prusijo in Avstrijo, dokler se ni pod kraljem Albertom I. podredila Prusiji. Albetinci so kraljevini Saški vladali še do leta 1918.